# Babka śniadogłowa
Babka śniadogłowa, babka barczysta, babka bycza, babka obła, babka okrągła, babka krągła, babka kamienna, babka czarnopyska (Neogobius melanostomus) – gatunek dwuśrodowiskowej ryby okoniokształtnej z rodziny babkowatych (Gobiidae), w literaturze polskiej opisywany też jako babka wielkogłowa (Neogobius cephalarges).

## Występowanie
Strefa przybrzeżna basenów mórz: Azowskiego, Czarnego i Kaspijskiego. Wchodzi do wód słodkich. W Polsce jest inwazyjnym gatunkiem obcym. Pierwszy okaz u wybrzeży Bałtyku zanotowano w 1990, jadnak ocenia się, że znalazł się on w okolicach Gdyni kilka lat wcześniej. Gatunek rozprzestrzenił się w Zatoce Gdańskiej, wzdłuż polskiego wybrzeża Bałtyku oraz w dolnych biegach Wisły i Odry oraz ich rozlewiskach.
Żyje na głębokościach do 20 m (w Morzu Kaspijskim do 70 m). Najlepiej rozwija się w wodzie o temperaturze 4–20 °C, choć toleruje zakres temperatur od 0 do 30 °C. Toleruje wody o niskiej zawartości tlenu.

## Cechy morfologiczne
Osiąga 24,6 cm długości. Wzdłuż linii bocznej 49–58 łusek, 31–34 kręgi. W płetwie grzbietowej 7–8 twardych i 12–17 miękkich promieni, w płetwie odbytowej 1 twardy i 9–14 miękkich promieni. W płetwach piersiowych 17–20 promieni.

## Rozród
Trze się od IV do IX. Jajorodna, ikrę składa na dnie. Samce opiekują się ikrą i wylęgiem. Żyje maksymalnie do 4 lat.

## Pożywienie
Jest rybą drapieżną. Żywi się głównie dennymi bezkręgowcami, np. małżami, skorupiakami i wieloszczetami. W Zatoce Gdańskiej w ich diecie dominują omułek jadalny (Mytilus edulis), omułek bałtycki (M. trossulus) i rogowiec bałtycki (Macoma balthica).

## Znaczenie
Jest rybą jadalną, łowioną w celach konsumpcyjnych w Morzu Kaspijskim i Czarnym, natomiast nie ma znaczenia gospodarczego w rejonie Bałtyku. Wzrost jej liczebności w Bałtyku jest problemem ekonomicznym, gdyż utrudnia połowy ryb o znaczeniu komercyjnym.
Jako gatunek inwazyjny wypiera gatunki rodzime, zwłaszcza babkowate (zajmując ich schronienia) oraz gatunki ryb o podobnym profilu odżywiania się. Jest chętnie spożywana przez kormorany i czaple, i – wraz ze wzrostem jej populacji – zwiększyła się liczebność tych ptaków w okolicach Zatoki Gdańskiej. Problemem jest jednak fakt, że w omułkach akumulują się metale ciężkie, a masowa konsumpcja tych mięczaków przez babkę byczą (która nie ma miejsca w przypadku gatunków rodzimych), a następnie babki przez ptaki sprawia, że zanieczyszczenia te trafiają na szczyt łańcucha pokarmowego. 